# Edward Johnston
Pour les articles homonymes, voir Edward Johnston (hockey sur glace) et Johnston.

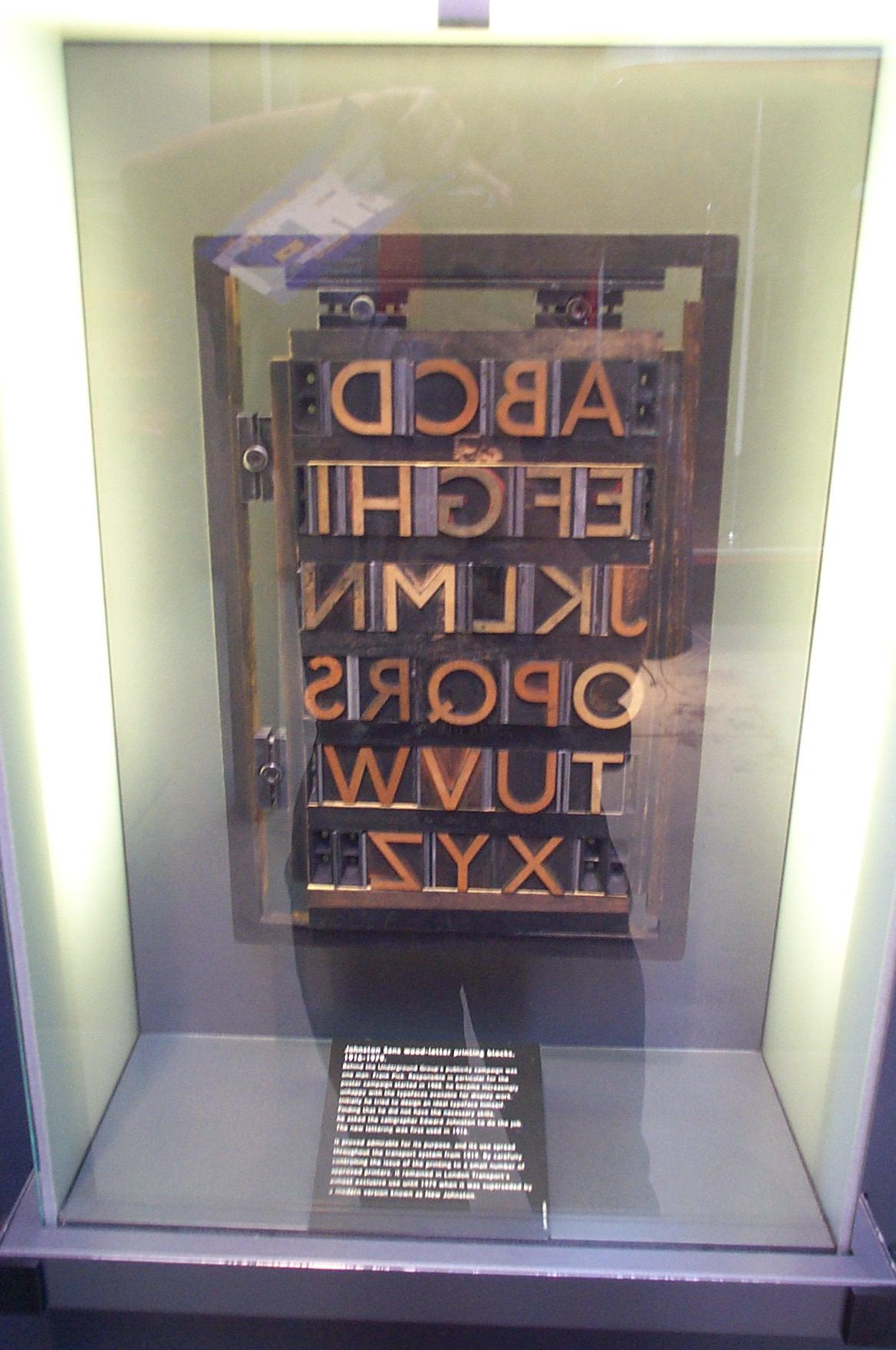
Caractères de Johnston Sans

Edward Johnston, né le 11 février 1872 à San José (Uruguay), mort le 26 novembre 1944 à Ditchling (Angleterre), est un calligraphe et créateur de caractères britannique d'origine uruguayenne.

## Biographie
Fils d’un officier écossais, Edward Johnston nait en Uruguay mais il est ramené très jeune au Royaume-Uni, où il reçoit une première éducation à la maison. Puis il fait des études de médecine à l'université d'Édimbourg.
Des problèmes de santé l'empêchant de poursuivre ses études, il s'installe à Londres. Il y rencontre William R. Lethaby, architecte, fondateur de la Art Workers' Guild en 1884, puis de la Arts and Crafts Exhibition Society (en) en 1889, qui lui présente Sydney Cockerell, ancien secrétaire et bibliothécaire de William Morris. Sur leurs conseils, Johnston étudie les anciennes techniques d'écriture au British Museum et, de 1899 à 1913, enseigne à la Central School of Arts and Crafts de Londres dans le nouveau département de calligraphie et lettrage. De 1901 à 1940, il est aussi professeur au Royal College of Art. Parmi ses élèves figurent de nombreux calligraphes, créateurs de caractères comme Eric Gill, Thomas James Cobden-Sanderson (fondateur de la Doves Press), etc.
En 1906, il publie Writing and Illuminating and Lettering, ouvrage toujours réédité, le livre considéré comme le plus influent jamais écrit sur la calligraphie. 
À partir de 1910, il crée des caractères pour la Cranach Press du comte Harry Kessler à Weimar. Leur collaboration donnera les chefs-d'œuvre de la bibliophilie du XXe siècle : son Hamlet Type pour le Hamlet de Shakespeare illustré par Edward Gordon Craig, 
Il est membre fondateur et éditeur de la revue de typographie et d'imprimerie Imprint (1913-1915).
En 1915, Franck Pick, directeur de London Transport, lui commande un caractère destiné à la signalisation et à l'identité du métro londonien : il crée le célèbre logo, le cercle rouge de l'Underground, et la police Johnston, qui connaît un grand succès. Eric Gill y a collaboré et l'influence de Johnston est évidente dans le Gill sans, une des grandes créations d'Eric Gill. Le Johnson sera repris en 1979 par Colin Banks (New Johnston).
En 1912, Johnston s'installe à Ditchling, où demeure déjà Eric Gill. C'est là qu'il meurt en 1944.
Il est commandeur de l'ordre de l'Empire britannique.

## Caractères
- Hamlet Type, 1912-1927
- Imprint Antiqua, avec G. Meynell et J. H. Mason, 1913
- Johnston, 1916

## Publications
- Writing and Illuminating and Lettering, Londres, 1906
- Manuscript and Inscription Letters for Schools and Classes and for Use of the Craftsmen, Londres 1909.
- Schreibschnitt, Leipzig 1910.
- Hand- und Inschrift-Alphabete für Schulen und Fachklassen für kunstgeberbliche Werkstätten, Leipzig 1922.